# Mischa Auer
Mischa Auer (San Petersburgo, 17 de noviembre de 1905 - Roma, 5 de marzo de 1967) fue un actor estadounidense de origen ruso, especializado en papeles cómicos.

## Biografía
Su nombre real era Mijaíl Semiónovich Unskovski, pero utilizó durante su carrera cinematográfica el de Mischa Auer (este era el apellido de su abuelo, el violinista Leopold Auer). Mischa había abandonado su país natal a causa de la Revolución rusa de 1917 y, tras pasar un tiempo en Turquía, emigró con su madre a los Estados Unidos, donde recibieron la protección de Leopold Auer. En Nueva York empezó a trabajar en teatro, tanto en papeles serios (muy alejados de los cómicos con los que posteriormente triunfaría en el cine) como en comedias musicales de Broadway (Auer tenía una completa formación musical). Se trasladó a Hollywood en la década de 1920.

## Carrera cinematográfica

### Décadas de 1920 y 1930

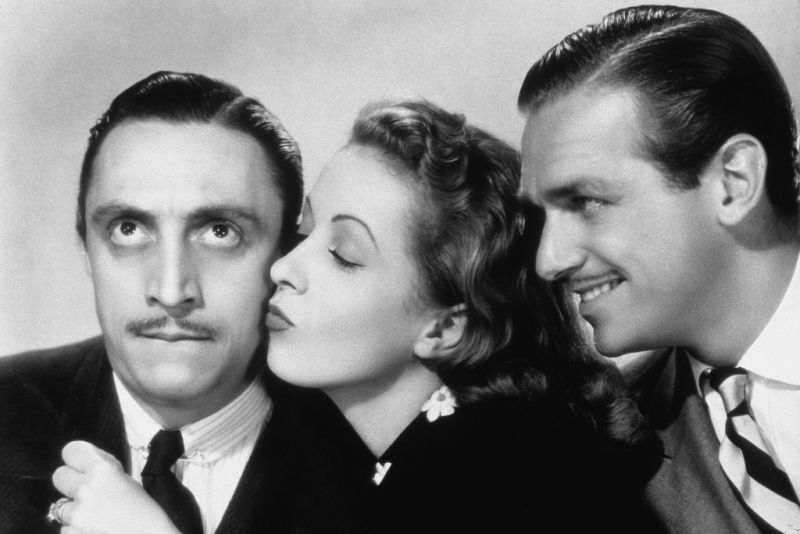
Mischa Auer, Danielle Darrieux y Douglas Fairbanks, Jr. en La sensación de París (1938).

Su primera película fue Something Always Happens (1928). Actuó en numerosos papeles (a menudo sin figurar en los títulos de crédito) en los años 1930, en películas como Paramount on Parade (1930), The Yellow Ticket (Raoul Walsh, 1931), la comedia musical Deliciosa (Delicious, 1931, con música de George Gershwin), Rasputín y la zarina (Rasputin and the Empress, 1932), ¡Viva Villa! (1934) o The Lives of a Bengal Lancer (Henry Hathaway, 1935).
En 1936 fue candidato al Óscar al mejor actor de reparto por su interpretación en la película Al servicio de las damas (Gregory La Cava, 1936). A partir de entonces, se especializó en papeles cómicos; quizá su interpretación más famosa fue la del instructor de ballet Kolenkov en You can't take it with you (Frank Capra, 1938). También destacó como Príncipe Muratov en Vogues of 1938 (Irving Cummings, 1938). Otras películas importantes de los años treinta fueron Loca por la música (One Hundred Men and a Girl, Henry Koster, 1937), La sensación de París (The Rage of Paris, Henry Koster, 1938), Arizona (Destry Rides Again, George Marshall, 1939), o Princesita (Spring Parade, Henry Koster, 1940).

### Década de 1940
Auer participó en las películas Agárrame ese fantasma (Hold That Ghost, Arthur Lubin, 1941), Loquilandia (Hellzapoppin', H. C. Potter, 1941), Una mujer en la penumbra (Lady in the Dark, Mitchell Leisen, 1944), Un casado en apuros (Up in Mabel's Room, Allan Dwan, 1944),Diez negritos (And Then There Were None, René Clair, 1945, basada en la novela homónima de Agatha Christie), La Zarina (A Royal Scandal, Ernst Lubitsch y Otto Preminger, 1945).

### Década de 1950
En la década de 1950 participó en varias producciones europeas; entre otras, en La pícara molinera (1955, León Klimovsky), protagonizada por Carmen Sevilla y Francisco Rabal, en la que Auer interpretó a Pascual, el corregidor; en 1955 actuó en Mr. Arkadin, coproducción hispano-francesa dirigida por Orson Welles; en 1956 se estrenó Esa pícara colegiala, dirigida por Michel Boisrond, con Brigitte Bardot como protagonista.

## Televisión
Participó en series de televisión como Westinghouse Desilu Playhouse, Studio One, Broadway Television Theatre y The Chevrolet Tele-Theater.

## Muerte y enterramiento
Auer se casó cuatro veces y tuvo tres hijos. Murió de una enfermedad cardiovascular en Roma en 1967. Sus restos se trasladaron a Estados Unidos y está enterrado en el Cementerio Prospect Hill de Gloversville.

## Premios y distinciones
Premios Óscar
| Año  | Categoría              | Película                 | Resultado |
| ---- | ---------------------- | ------------------------ | --------- |
| 1937 | Mejor Actor de Reparto | Al servicio de las damas | Nominado  |